# هارفي برانش
هارفي برانش (بالإنجليزية: Harvey Branch)‏ هو لاعب كرة قاعدة أمريكي، ولد في 8 فبراير 1939 في ممفيس في الولايات المتحدة.

## وصلات خارجية
- هارفي برانش على موقعبيزبول رفرنس.كوم (الدوري الرئيسي) (الإنجليزية)